# バトピラス (チワワ州)
バトピラス（Batopilas）
は、メキシコのチワワ州にある自治体。かつて銀の採掘で栄えた。プエブロ・マヒコ選出。